# Yeedzin Football Club
Lo Yeedzin Football Club è una società calcistica di Thimphu. Fondata nel 2002, gioca le sue partite casalinghe allo Stadio Changlimithang.

## Storia
Nel 2002, anno della sua fondazione, il club ha disputato il campionato nazionale di seconda divisione (B-Division) riuscendo ad ottenere subito la promozione nella massima categoria.
Dopo una serie di buoni campionati, lo Yeedzin ha conquistato il suo primo titolo nazionale nel 2008, interrompendo l'egemonia del Transport United che durava da quattro stagioni.
Il successo in campionato ha permesso alla formazione di qualificarsi per l'edizione 2009 della Coppa del Presidente dell'AFC. Il club è stato eliminato dopo la fase a gironi, totalizzando tre sconfitte in altrettante partite tra cui un traumatico esordio contro il Dordoi-Dynamo Naryn terminato 7-0.
Nel 2010 ha vinto il suo secondo titolo nazionale collezionando undici vittorie e un pareggio nelle dodici gare di campionato disputate.
Nel febbraio 2013 il club vince la prima edizione della Bhutan National League, la competizione che ha preso il posto della A-Division come massimo torneo nazionale.

## Palmarès

### Competizioni nazionali
- Campionato bhutanese di calcio: 3

A-Division: 2
2008, 2010
Bhutan National League: 1
2012-2013

### Altri piazzamenti
- Campionato bhutanese di calcio:

Secondo posto: 2013
Terzo posto: 2005

## Rosa 2009[6]
| N. |                   | Ruolo | Calciatore           |
| -- | ----------------- | ----- | -------------------- |
| 2  | Bhutan (bandiera) | D     | Kinley Wangchuk      |
| 3  | Bhutan (bandiera) | P     | Mindu Chenchen Dorji |
| 4  | Bhutan (bandiera) | D     | Pema                 |
| 5  | Bhutan (bandiera) | D     | Pema Rinchen         |
| 6  | Bhutan (bandiera) | D     | Jigme Tenzin         |
| 7  | Bhutan (bandiera) | D     | Tshedupla            |
| 8  | Bhutan (bandiera) | C     | Passang Tshering     |
| 10 | Bhutan (bandiera) | A     | Sonam Gyeltshen      |

| N. |                   | Ruolo | Calciatore          |
| -- | ----------------- | ----- | ------------------- |
| 11 | Bhutan (bandiera) | A     | Pema Chophel        |
| 14 | Bhutan (bandiera) | A     | Thinley Dorji       |
| 15 | Bhutan (bandiera) | D     | Kinley Wangchuk     |
| 18 | Bhutan (bandiera) | D     | Dawa Gyeltshen      |
| 19 | Bhutan (bandiera) | C     | Subash Thapa        |
| 21 | Bhutan (bandiera) | C     | Jigme Namgyal Norbu |
| 23 | Bhutan (bandiera) | A     | Chencho             |
| 32 | Bhutan (bandiera) | P     | Dawa Tshering       |
| 33 | Bhutan (bandiera) | P     | Hari Gurung         |